# 卡片盒筆記法
卡片盒筆記法（德語：Zettelkasten）是一种做笔记、知識管理的方法。卡片盒筆記法有許多變種，多以運用卡片索引的方式，串聯各種筆記。

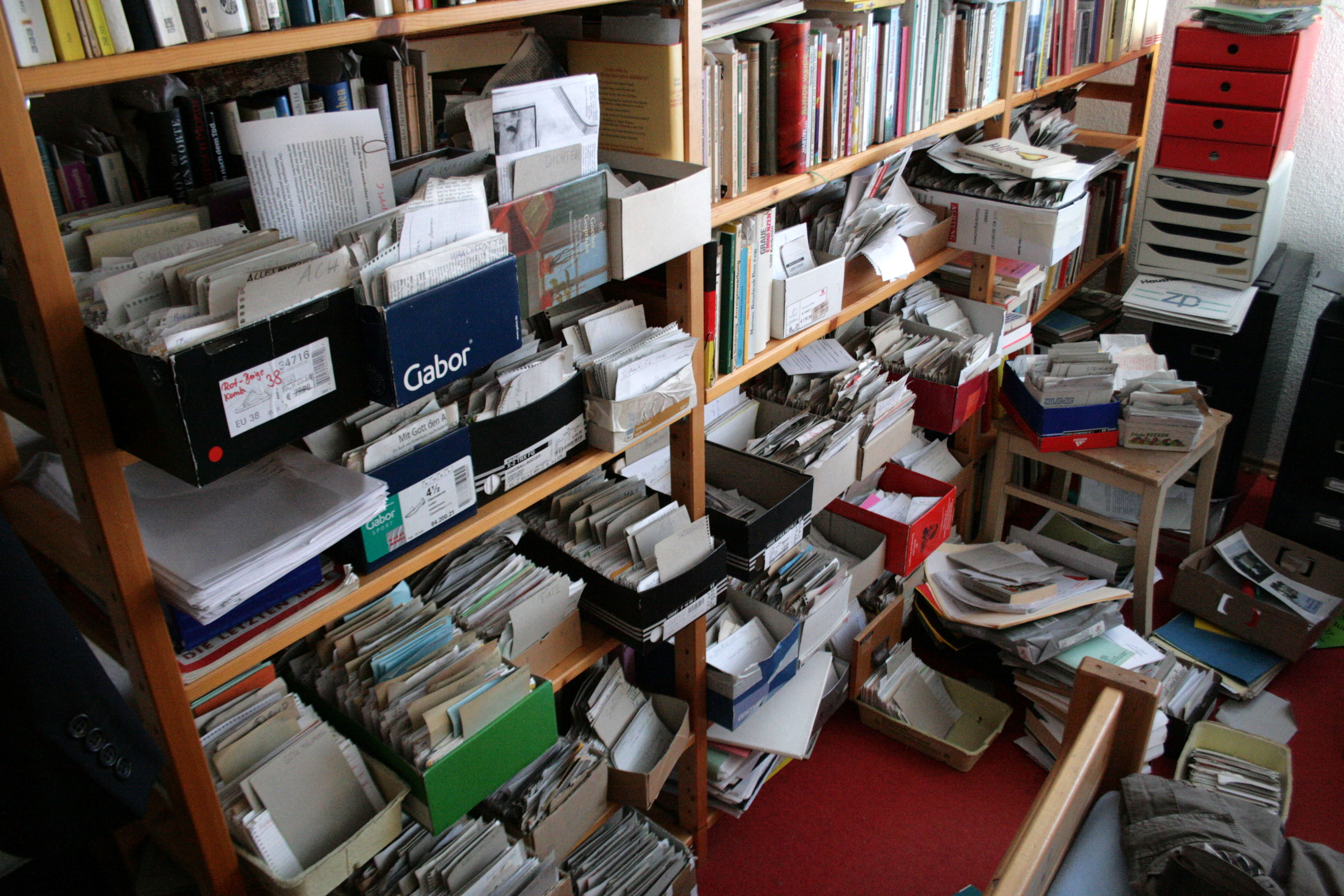
實體卡片盒

## 魯曼的卡片盒筆記法
德國社會學家魯曼（Niklas Luhmann）的卡片盒筆記法與應用方法，主要包含8個步驟：
1. 寫靈感筆記（Fleeting Note）：撰寫簡單想法的靈感筆記。
2. 寫文獻筆記（Literature Note）：撰寫吸收資訊的文獻筆記
3. 寫永久筆記（Permanent Note）：將靈感筆記與文獻筆記相參照，建立有根據完整想法的永久筆記。一則永久筆記代表一個脈絡（context）。
4. 把永久筆記加入「卡片盒」：將新的永久筆記作為「新卡片」，與一張概念相關的「舊卡片」建立參照連結。[2][3]
5. 從卡片盒裡發展想法：進行腦力激盪時，透過卡片盒內的的筆記，發展想法。若有不足，重複步驟1到4。
6. 從卡片盒挑選主題：從卡片盒中尋找已經自成主題的一組筆記。
7. 將筆記轉為草稿：挑選出一堆相關的筆記之後，進行排列組合，調整次序，串聯概念，形成草稿
8. 潤飾草稿成品：調整草稿用詞，做出成品。

### 腳註
1. ↑  . 閱讀前哨站. 2022-02-24  [2022-05-25]. （原始内容存档于2022-06-04） （中文（臺灣））.
2. ↑  iThome. . iT 邦幫忙::一起幫忙解決難題，拯救 IT 人的一天.   [2022-05-25]. （原始内容存档于2022-06-01） （中文（臺灣））.

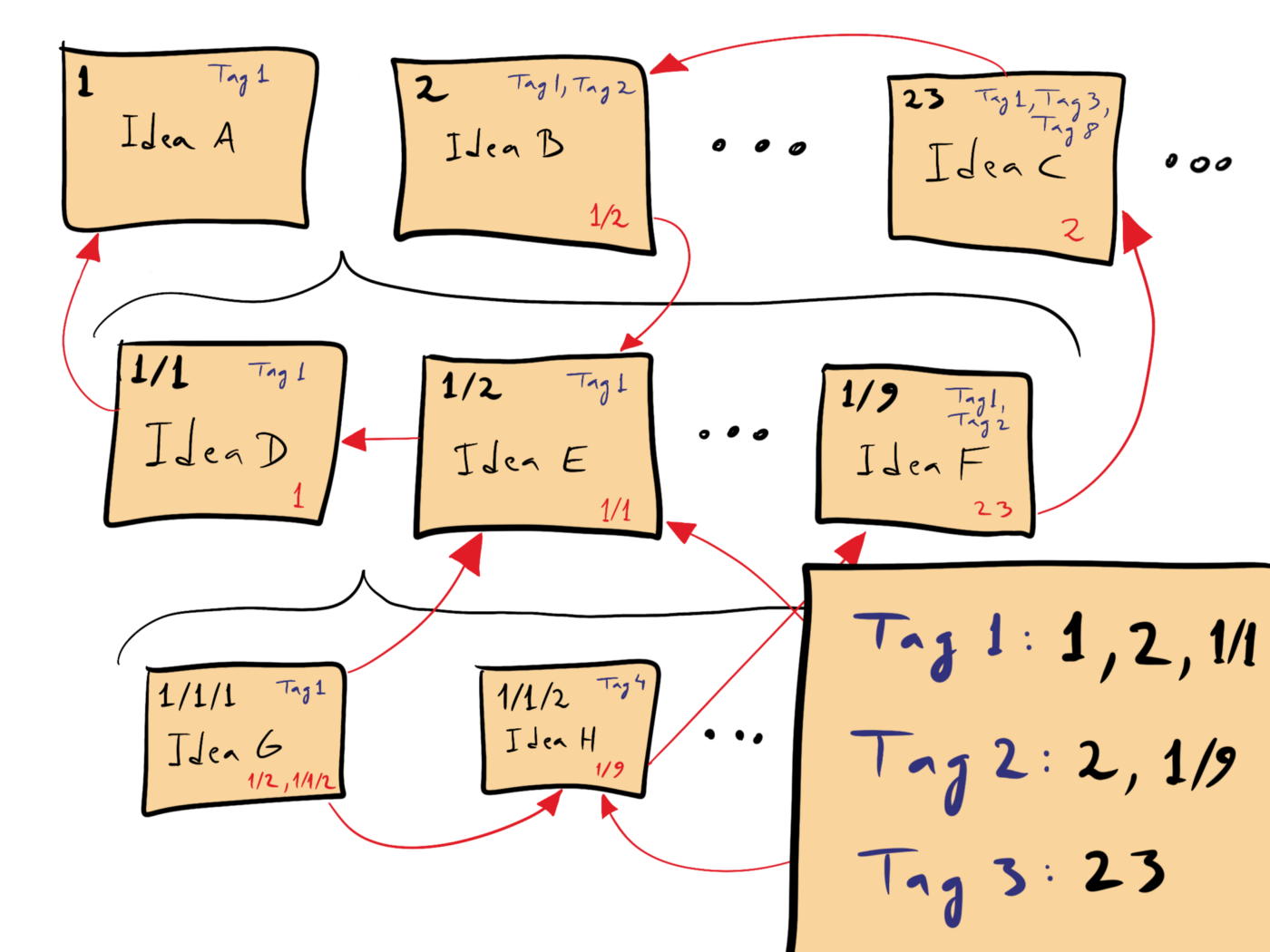
卡片盒筆記法上的筆記會有標籤號碼(藍色)，相互參照的指引(紅色)，以及目錄

3. ↑  . Zettelkasten Forum.   [2022-05-25]. （原始内容存档于2021-05-18） （英语）.

### 延伸閱讀
- Johannes F.K. Schmidt.  (PDF). 2016  [2022-05-25]. （原始内容 (PDF)存档于2022-05-25）.
- Sascha. .   [2022-05-25]. （原始内容存档于2022-05-16）.
- 艾倫斯, 申克. . 臺北: 遠流. 2022. ISBN 9789573295082.
- Ahrens, Sönke. . U.S.: Createspace Independent Publishing Platform. 2017-02-24. ISBN 9781542866507.

## 外部連結
- How to take smart notes繁體中文版《卡片盒筆記》旋風襲來！ （页面存档备份，存于）